# Home in Indiana
Home in Indiana is een Amerikaanse avonturenfilm uit 1944 onder regie van Henry Hathaway. Destijds werd de film in Nederland uitgebracht onder de titel Zonnig Indiana.

## Verhaal
De tiener Sparke Thornton gaat bij zijn oom en tante in Indiana wonen. Hij steekt er zijn tijd in een veulen dat hij klaarstoomt tot renpaard. Hij wordt ook verliefd op Char, een meisje dat werkt op de boerderij van Godaw Boole.

## Rolverdeling
| Acteur              | Personage       |
| ------------------- | --------------- |
| Walter Brennan      | Thunder Bolt    |
| Charlotte Greenwood | Penny Bolt      |
| Ward Bond           | Jed Bruce       |
| Charles Dingle      | Godaw Boole     |
| Lon McCallister     | Sparke Thornton |
| Jeanne Crain        | Char Bruce      |
| June Haver          | Cri-Cri Bruce   |